# سناریوهای فاجعۀ جهانی
حالت‌هایی که در آن احتمال بروز فاجعه و آسیب در سطح جهان وجود دارد به طور گسترده مورد بحث و بررسی قرار گرفته‌اند. برخی از این فجایع مثل گرمایش جهانی، تخریب محیط زیست و وقوع جنگ هسته‌ای منشأ انسانی دارند. شماری دیگر از این دسته فجایع مثل برخورد شهاب سنگ‌ها یا اَبَرآتشفشان‌ها طبیعی بوده و منشأ انسانی ندارند. اثرات چنین فجایعی بسته به علل و شدت آن‌ها می‌تواند از آشفتگی و رکود اقتصادی تا نابودی نسل انسان متغیر باشد. بشر در طی تاریخ، شاهد فروپاشی‌های اجتماعی بسیاری بوده است.

## وقایعی با منشأ انسانی
کارشناسان «موسسۀ آیندۀ بشریت» در دانشگاه آکسفورد و مرکز مطالعات بحران وجودی در دانشگاه کمبریج خطر فجایع انسانی را بسیار بیشتر از فجایع طبیعی تخمین می‌زنند. این کارشناسان نگرانی خود را مخصوصاً متوجۀ خطرات ناشی از فناوری‌های پیشرفت‌های چون هوش مصنوعی و بیوتکنولوژی نموده و از این‌رو متمرکز بر چنین موضوعاتی هستند.

### هوش مصنوعی
سازندگان نوعی اَبَرهوش قادرند که به شکل اتفاقی اهدافی را در راستای نابودی نسل بشر برای آن تعریف کنند. در صورت تبدیل بسیار سریع سیستم‌های هوش مصنوعی به سامانه‌های فوقِ هوشمند ممکن است اقدامات پیش‌بینی نشده‌‌ای توسط این دسته از ساخته‌های اَبَرهوش در راستای پیشی گرفتن از توانایی بشر صورت بپذیرد. بنا به اظهارات فیلسوفی با نام نیک بوستروم این احتمال وجود دارد که با ظهور نخستین اَبَرهوش ساخته شده، دستیابی تقریبی به تمامی نتایج باارزش توسط او ممکن شده و در عمل مانع از بروز هرگونه تلاش در جهت ممانعت از دستیابی به اهدافش شود. در اینصورت، اَبَرهوش ساخته شده حتی باوجود آگاهی از عدم ممانعت بشر در رسیدن به اهداف نامربوط خود می‌تواند خطرناک باشد. در کتاب «اَبَرهوش» اثر باستروم، او چنین مشکلی را نوعی چالش در مورد کنترل این موجود هوشمند می داند. اِستیوِن هاوکینگ (فیزیکدان)، بیل گیتس (بنیانگذار مایکروسافت) و ایلان ماسک (بنیانگذار اسپیس ایکس) هم نگرانی‌های مشابهی را در این راستا بیان کرده‌اند. هاوکینگ به این نظریه معتقد است که این نوع از هوش مصنوعی می‌تواند پایان نسل بشر را رقم بزند.
انجمن پیشبرد هوش مصنوعی در سال (2009) میزبان همایشی در زمینۀ ارزیابی قابلیت رایانه‌ها و رُبات‌ها در رسیدن به اختیار و آزادی عمل بود. در این کنفرانس در مورد تهدید یا خطر رسیدن به این نوع از توانمندی‌ها بحث و گفتگو شد. شرکت کنندگان در این همایش خاطرنشان کردند که برخی از ربات‌ها به نیمی از اَشکال مختلف آزادیِ عمل مثل دسترسی مستقل به منابع انرژی و انتخاب اهدافی جهت حمله با سلاح دست یافتند. آن‌ها همچنین اشاره کردند که شماری از ویروس ها در مقابل پاکسازی مقاوم شده‌اند (در اصطلاح معروف به هوشِ سوسکی که اشاره‌ای به مقاومت این حشره در مقابل انواع خطرات خارجی است).

### بیوتکنولوژی
بیوتکنولوژی می‌تواند از مسیر موجودات اصلاح شدۀ زیستی (مثل ویروس‌ها، باکتری‌ها، قارچ‌ها، گیاهان یا حیوانات) منجر به افزایش خطر بروز یک فاجعۀ جهانی شود. در بسیاری از موارد، این اُرگانیسم‌های دستکاری شده سبب بیماری‌زایی در انسان، دام، محصولات زراعی یا دیگر جاندارانی می‌شوند که ما به آن‌ها وابسته هستیم (مثل اُرگانیسم‌های مؤثر در گردهافشانی یا باکتری های روده). هرچند که وجود هر اُرگانیسم مؤثر بر اختلال عملکرد زیست‌بوم به عنوان خطر بیوتکنولوژیکی محسوب می شود. به عنوان نمونه‌ای از این دسته خطرات می توان به رویش علف‌های هرزی اشاره نمود که بر سر منابع طبیعی با محصولات کشاورزی اساسی در حال رقابت هستند.

### انتخاب جهت داشتن فرزند کمتر
با ترجیح افراد به داشتن فرزندان کمتر، جمعیت کاهش می‌یابد. با فرض تعمیم خصوصیات جمعیت شناختی کشورهای در حال توسعه به ویژگی‌های جمعیت شناختی کشورهای توسعه یافته و به کمک برون یابی نرخ رشد جمعیت در کشورهای توسعه یافته می توان پیش‌بینی نمود که جمعیت انسان تا قبل از سال (3000) منقرض می‌شود. جان لِسلی تخمین می‌زند که اگر نرخ زادوولد جهانی به سطح آلمان یا ژاپن تنزل پیدا کند، نسل انسان تا سال (2400) منقرض خواهد شد. هرچند که برخی از مدل‌ها نشان می‌دهند که ممکن است گذار جمعیت به دلیل اصول زیست‌شناسی فَرگَشتی از روندی معکوس پیروی نماید.